# ابراهیم عبدالخالق
ابراهیم عبدالخالق (إبراهیم عبد الخالق؛ زادهٔ ۲۰ آوریل ۱۹۸۶) یک ورزشکار اهل مصر است.
از باشگاه‌هایی که در آن بازی کرده‌است می‌توان به باشگاه ورزشی زمالک و تیم ملی فوتبال مصر اشاره کرد.
وی همچنین در تیم‌های ملی فوتبال Egypt بازی کرده است.